# 小野駅 (兵庫県)
小野駅（おのえき）は、兵庫県小野市神明町字西畑ケにある、神戸電鉄粟生線の駅である。駅番号はKB57。

## 歴史
戦前は加古川線の小野町駅が加東郡小野町（現在の小野市）の玄関口であった。

### 年表
- 1951年（昭和26年）12月28日：電鉄小野駅として開業[1][5]。当初は三木福有橋駅（現在の三木駅）から延伸した際の終着駅であった[5]。
- 1952年（昭和27年）4月10日：当駅から粟生駅まで路線延伸、途中駅となる[5]。
- 1971年（昭和46年）3月4日：当駅で入れ替え作業中の電車から乗務員が離れた際、電車が下り坂を粟生駅まで暴走。粟生駅で停車中の電車と衝突。
- 1988年（昭和63年）4月1日：小野駅に改称[1]。
- 1991年（平成3年）4月23日：橋上駅舎竣工[1]。
- 2002年（平成14年）4月1日：無人化[1]。

## 駅構造
島式1面2線のホームを持つ行違い可能な橋上駅である。ホーム有効長は4両であり、改札口は1ヶ所のみである。
沿線光ネットワークに接続された駅務遠隔システムが導入されており、センター駅から自動券売機・自動改札機・自動精算機・ビデオカメラ・インターホン・シャッターが遠隔操作される。そのため駅員巡回駅となっている。
曜日によっては定期券の販売が行われている。

### のりば
| のりば | 路線   | 方向 | 行先       |
| ------ | ------ | ---- | ---------- |
| 1・2   | 粟生線 | 下り | 粟生方面   |
| 1・2   | 粟生線 | 上り | 新開地方面 |

付記事項
- 1・2番のりばとも両方向の入線・出発に対応している。また、2番線の横には粟生方が行き止まりとなった折返し線（ホームなし）が存在している。
- 基本は1番のりばに粟生行きが、2番のりばに鈴蘭台・新開地方面の列車が発着するが、当駅折り返し列車の長時間停車もあるので、時間帯によっては2番のりばに粟生行きが、1番のりばに鈴蘭台・新開地方面の列車が発着する場合もある。当駅折り返しの列車は基本的には1番線で折り返している。
- 夜間滞泊の運用もある。1番のりばと2番のりばに3両編成が留置されるほか、ホームに面していない留置線には4両編成が留置されている。

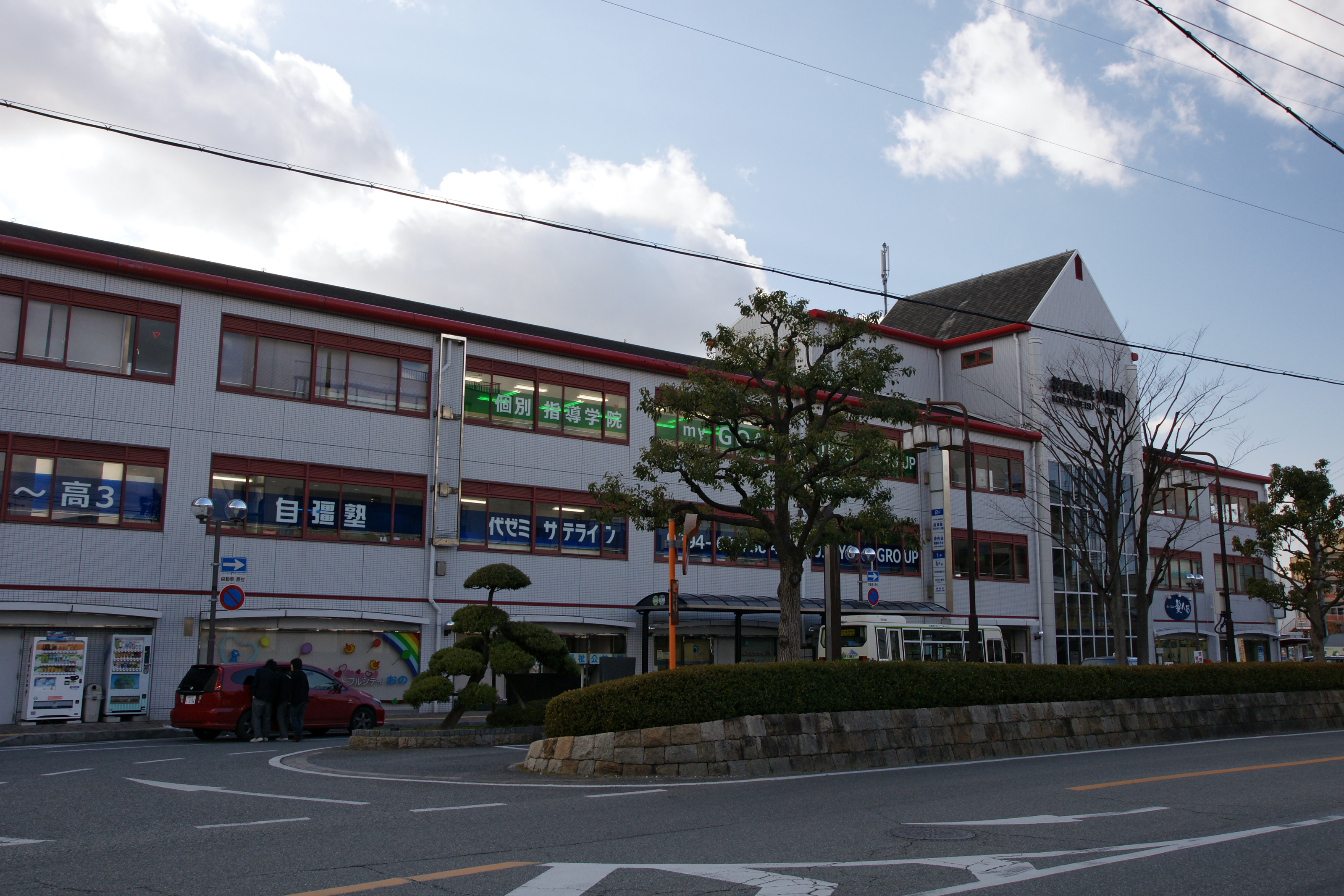
駅ビル（南側）
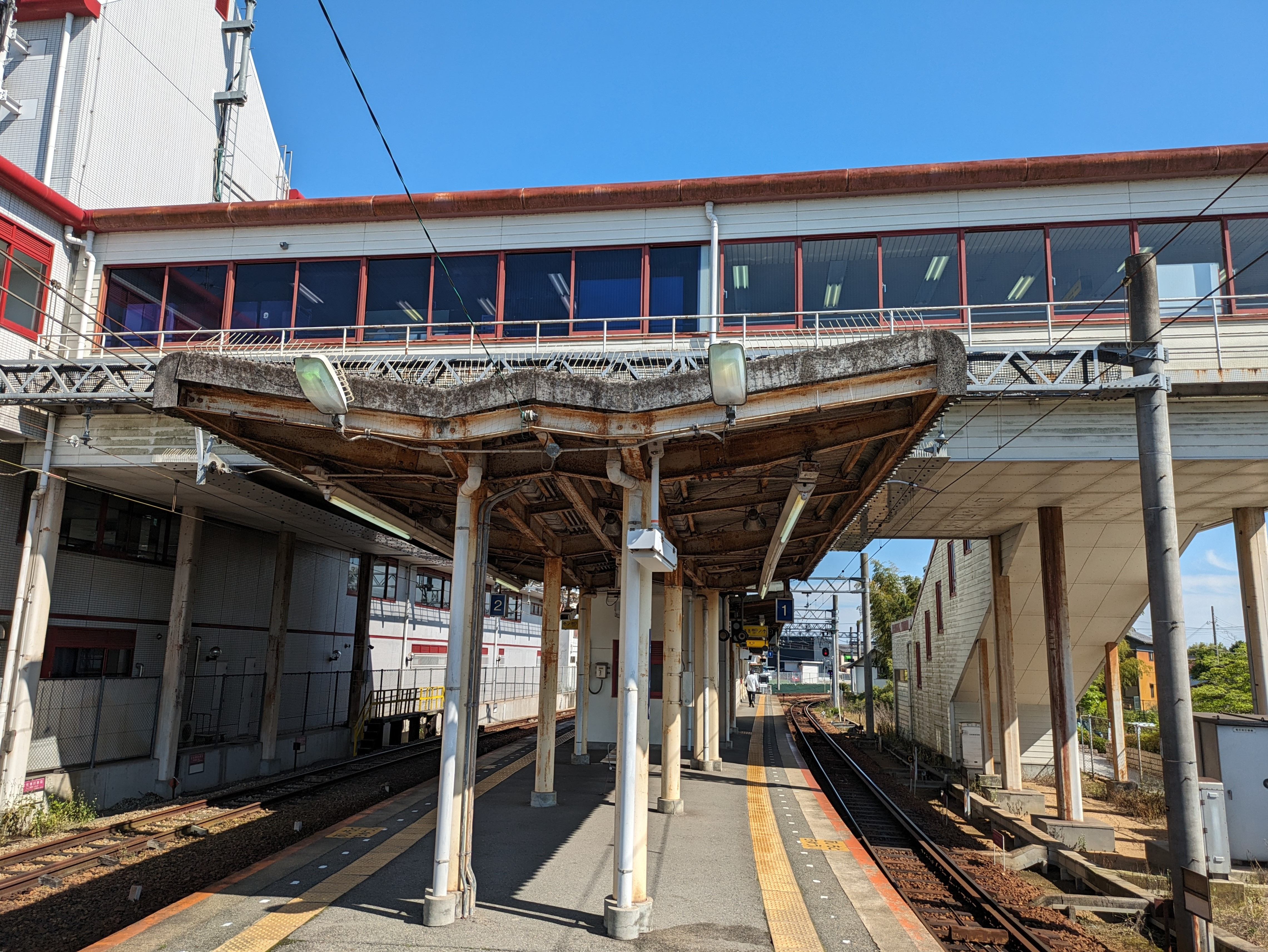
ホーム

## 利用状況
1日あたりの乗車人員 1,532人（2021年度）
近年の1日平均乗車人員は下表のとおりである。
| 年度               | 1日平均 乗車人員 |
| ------------------ | ---------------- |
| 1997年（平成09年） | 2,216            |
| 1998年（平成10年） | 2,179            |
| 1999年（平成11年） | 2,168            |
| 2000年（平成12年） | 2,050            |
| 2001年（平成13年） | 1,976            |
| 2002年（平成14年） | 1,909            |
| 2003年（平成15年） | 1,849            |
| 2004年（平成16年） | 1,757            |
| 2005年（平成17年） | 1,724            |
| 2006年（平成18年） | 1,743            |
| 2007年（平成19年） | 1,701            |
| 2008年（平成20年） | 1,717            |
| 2009年（平成21年） | 1,680            |
| 2010年（平成22年） | 1,709            |
| 2011年（平成23年） | 1,708            |
| 2012年（平成24年） | 1,744            |
| 2013年（平成25年） | 1,767            |
| 2014年（平成26年） | 1,707            |
| 2015年（平成27年） | 1,737            |
| 2016年（平成28年） | 1,732            |
| 2017年（平成29年） | 1,731            |
| 2018年（平成30年） | 1,740            |
| 2019年（令和元年） | 1,753            |
| 2020年（令和02年） | 1,549            |
| 2021年（令和03年） | 1,532            |

## 駅周辺
東口・西口両方の駅前にロータリーがある。小野市の代表駅であり、市街地にある。
- 小野市立好古館
- 小野商店街
- 兵庫県立小野高等学校
- 兵庫県立小野工業高等学校
- 小野市立小野中学校
- 小野市立小野小学校
- 小野本町郵便局

## バス路線

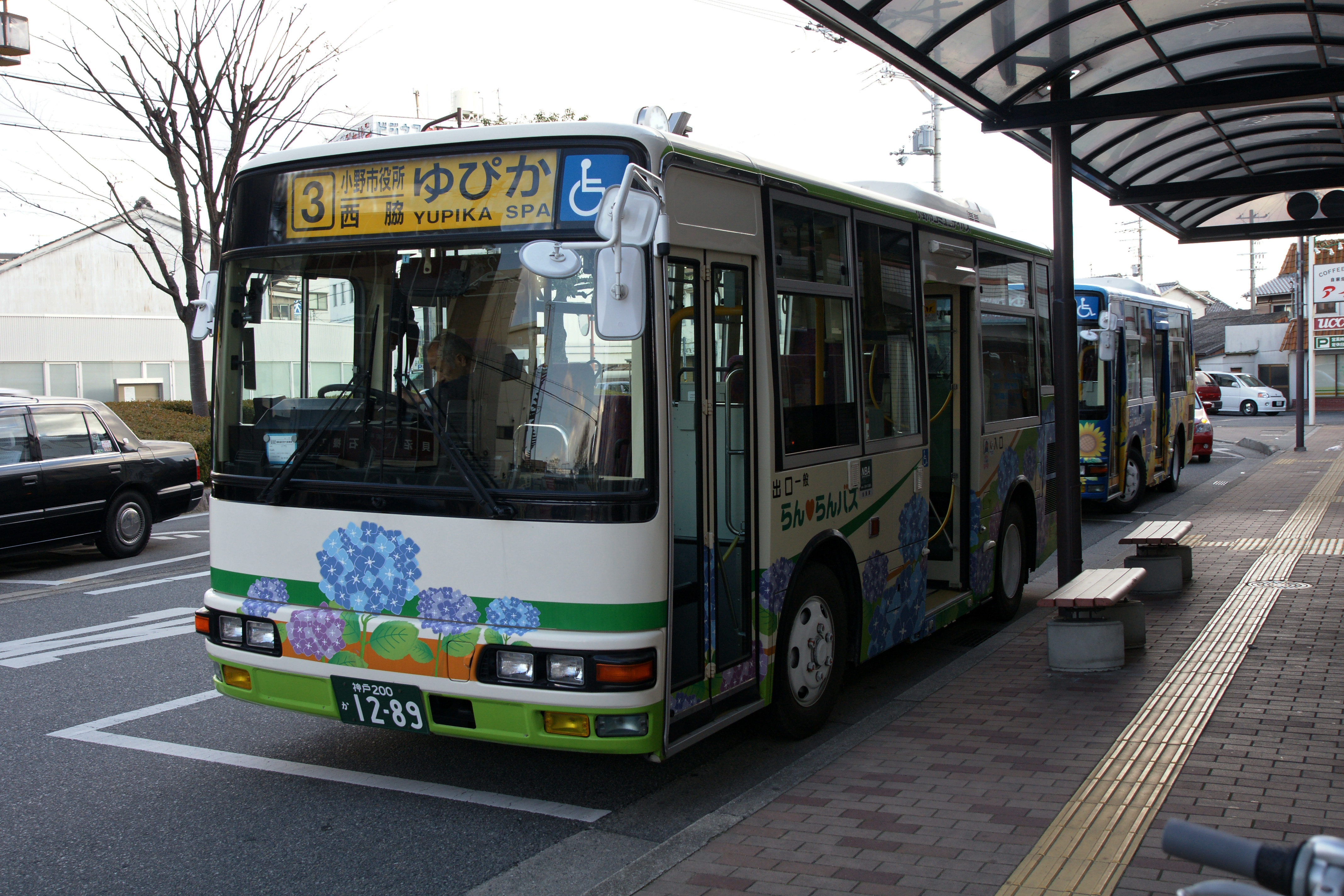
らんらんバス

| 停留所名      | 運行事業者   | 路線名・系統・行先 |
| ------------- | ------------ | --- |
| 電鉄小野駅    | 神姫バス     | （無番）：西脇営業所 / 天神 |
| 電鉄小野駅    | らんらんバス | - 01番：北回り循環ルート（毎日運行（一部曜日運行あり）) - 02番：南回り循環ルート（毎日運行（一部曜日運行あり）) - 03番：河合統合ルート（月曜・水曜・金曜・土曜運行） - 04番：西脇ルート（月曜・水曜・木曜・土曜運行） - 05番：鴨池ルート（火曜・木曜・金曜・土曜運行） - 06番：山田・樫山ルート（月曜・水曜・金曜運行） - 07番：大開ルート（月曜・火曜・木曜・土曜運行） - 08番：万勝寺ルート（月曜・火曜・水曜・金曜運行） - 09番：ひまわりタウンルート（火曜・水曜・木曜・金曜運行） - 10番：中谷ルート（月曜・水曜・金曜・土曜運行） |
| 小野本町1丁目 | 神姫バス     | - 急行：三宮 / 社（車庫前）・西脇市役所（西脇営業所） - 36系統：明石駅 / 社（車庫前） - （無番）：西脇営業所 / 天神 |
| 小野本町1丁目 | らんらんバス | - 01番：北回り循環ルート（毎日運行（一部曜日運行あり）) - 04番：西脇ルート（月曜・水曜・木曜・土曜運行） - 05番：鴨池ルート（火曜・木曜・金曜・土曜運行） |

## 隣の駅
神戸電鉄
■粟生線
■準急・■普通
市場駅 (KB56) - 小野駅 (KB57) - 葉多駅 (KB58)